# .450 Bushmaster
O .450 Bushmaster, é um cartucho de fogo central para rifles desenvolvido por Tim LeGendre da LeMag Firearms e licenciado para a Bushmaster Firearms International. O .450 Bushmaster foi projetado para ser usado em M16s e AR-15s padrão, usando carregadores e conjuntos de receptores modificados.

## Histórico
O .450 Bushmaster é descendente do conceito Thumper popularizado pelo escritor de armas Jeff Cooper. Cooper estava insatisfeito com o pequeno diâmetro 5,56 × 45 mm da OTAN (0,223 Remington) do AR-15, e imaginou a necessidade de um cartucho de grande calibre (0,44 cal ou maior) em um rifle semiautomático para fornecer um tiro mata animais de caça grande a 250 metros. Inspirado por isso, LeGendre desenvolveu seu cartucho .45 Professional em 2006, e mais tarde construiu e entregou um AR-15 nesse cartucho para Cooper.
Em 2006 a Bushmaster introduziu um cartucho wildcat chamado ".45 Professional", baseado em um estojo do .45 Winchester Magnum alongado e com aro rebatido, mais tarde fechou um acordo com a Hornady para produzir uma versão comercial desse cartucho, mas Hornady queria encurtar o estojo e o comprimento total para acomodar sua bala de ponta flexível SST com ponta de 250 grãos de .452 pol. A Bushmaster e LeGendre aprovaram a mudança para um estojo de 45 mm (1,772 pol.) e comprimento total de 60 mm (2.362 pol.)  para a caixa agora padrão de 1.700 pol. (43,18 mm) e OAL de 2,260 pol. (57,40 mm). Isso permitiu a operação na plataforma AR-15, mais abundante e popular, em comparação com a plataforma AR-10. Além disso, uma mudança de nome para ".450 Bushmaster" foi aprovada e o cartucho lançado em 2007.

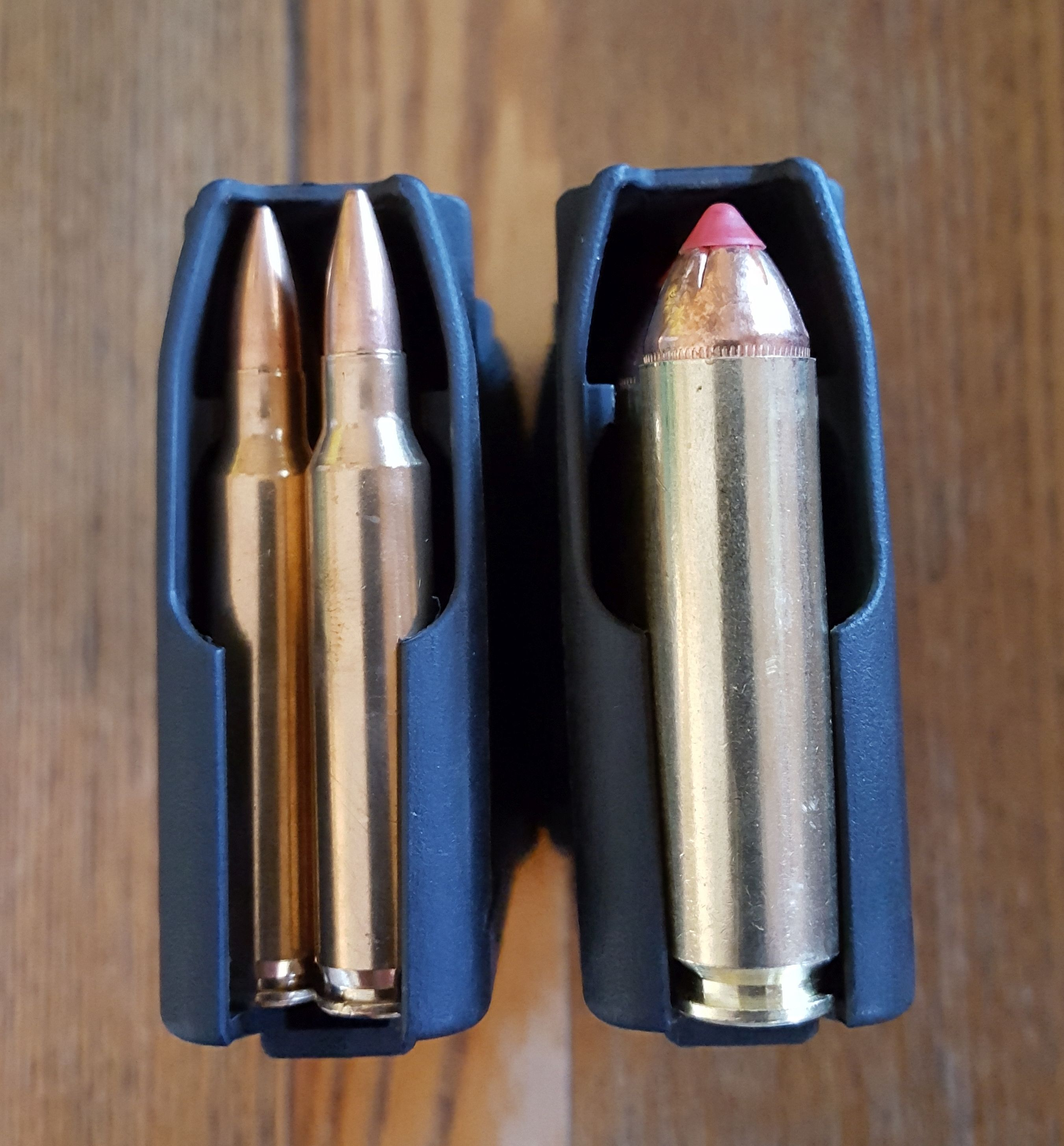
O .450 Bushmaster em fila única no carregador (a direita),
diferente do .223, em fila alternada (a esquerda).

## Cargas e balística
O .450 Bushmaster usa balas de .452 pol. Por causa das velocidades de impacto mais baixas e as energias não expandem adequadamente as balas com camisa mais pesada de .458 pol. O cartucho é utilizado em rifles por ação de ferrolho da Ruger, da Savage, da Mossberg, da Remington, no rifle de tiro único Ruger No. 1, rifles AR-15, bem como uma pistola AR-15 da Franklin Armory.

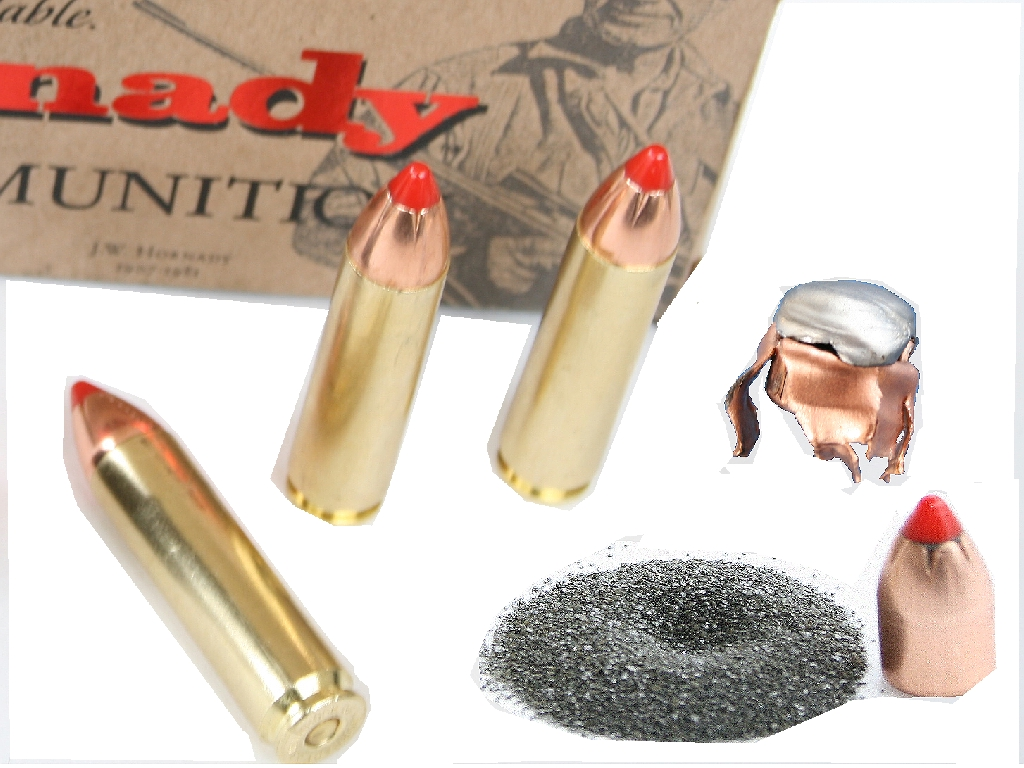
O .450 Bushmaster e seus componentes.

Balisticamente, o .450 Bushmaster tem uma trajetória bastante plana até 200 jardas; se a arma de fogo for zerada a 150 jardas, o usuário pode esperar ver uma subida de 1,8 polegadas a 100 jardas, e uma queda de 4,9 polegadas a 200 jardas. O cartucho se acomoda bem em pilha única nos carregadores de AR-15 padrão. Um carregador AR-15 de 10 cartuchos consegue acomodar quatro do .450, um carregador AR-15 de 20 cartuchos acomoda de cinco a sete cartuchos e um carregador de 30 cartuchos acomoda nove. Hornady, Remington e Federal agora fabricam o .450 Bushmaster, e a Starline fabrica estojos para recarga manual.

## Dimensões

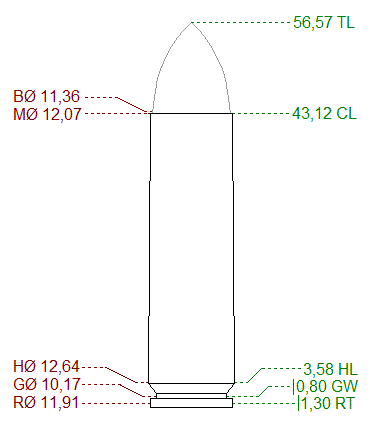